# Джин Ґото
Джин Ґото (яп. 後藤 仁, Gotō Jin, народився в 1968 році в префектурі Хіого) — японський художник, що працює в стилі ніхонґа та є автором книжок-ілюстрацій.

## Життєпис
Джин Ґото народився в префектурі Хіого. Його дядько є майстром каракурі нінґьо (традиційні японські механічні ляльки). У 1986 році Ґото брав участь у виставці студентів у Національній галереї Вікторії в Австралії. У 1988 році закінчив старшу школу Когей у місті Осака (курси образотворчого мистецтва) та опановував живопис під керівництвом Такаші Муракамі протягом двох років. З 1995 року він займався відновленням японського золотого шкіряного паперу (金唐革紙, Кінкаракаваші, є різновидом високоякісних шпалер що виготовлялися вручну), в Іріфунемая Меморіальному залі в Куре, Ідзьокаку в Кобе та Кю-Івасаки-теї в Токіо (національно важливі культурні пам'ятки Японії). У 1996 році Ґото закінчив Токійський національний університет образотворчих мистецтв та музики, ставши студентом Суміо Ґото. З 1996 по 2010 щороку виставляв свої роботи на виставці Нігонґа в магазині «Гіндза Матсудзакія». У 2007 році його роботи також були виставлені в Британському музеї та музеї Вікторії та Альберта в Лондоні.

## Роботи та виставки
Ґото має студію в префектурі Чіба та подорожує Азією за різноманітними ескізами, створюючи та малюючи картини, зокрема зображення жінок («біджінґа»), переважно з Азії. Він проводив виставки в Британському музеї, Токійському столичному художньому музеї, музеї мистецтв міста Осака, Музеї мистецтв міста Ако Сіті Табучі, Музеї паперу в Токіо, а також у відомих магазинах та галереях Японії. Крім цього, Ґото викладає живопис Нігонґа, біджінґа та книжки-ілюстрації в Токійському університеті мистецтв, Токійському університеті Цокей, культурних центрах NHK і Телевізійному культурному центрі Йоміурі Ніппон.

## Видатні роботи

#### Живопис Ніхонґа
- «Небесні ворота»
- «Боробудур (Індонезія)»
- «Ангкор-Ват на світанку (Камбоджа)»
- «Красуня на Балі (Індонезія)»
- «Кумарі - Жива богиня (Непал)»
- «Сіта танцюючої дівчини (Індія)»
- «Гейша в Асакуса (Японія)»
- «Прекрасне село (В'єтнам)»
- «Танцююча дівчина з племені Мяо (Китай)»
- «Сукотай (Таїланд)»
- «Чанфамей - дівчина з довгим волоссям (Китай)»

#### Книжки-ілюстрації
- Дочка з довгим волоссям - Чангфаме (Стара китайська казка - народність Дун)
- Принц, який став собакою (Стара тибетська казка) (ISBN 978-4-00-111242-9) — оригінальна історія «Подорож Шуни» (Хаяо Міядзакі)
- Зелена розмовляюча жаба (Стара тибетська казка) (ISBN 978-7-5597-2468-7)
- Дівчина, яка створила райдугу (Стара китайська казка народності Мяо) (ISBN 978-4-7764-1138-3)